# 福島第一核電廠事故的輻射影響

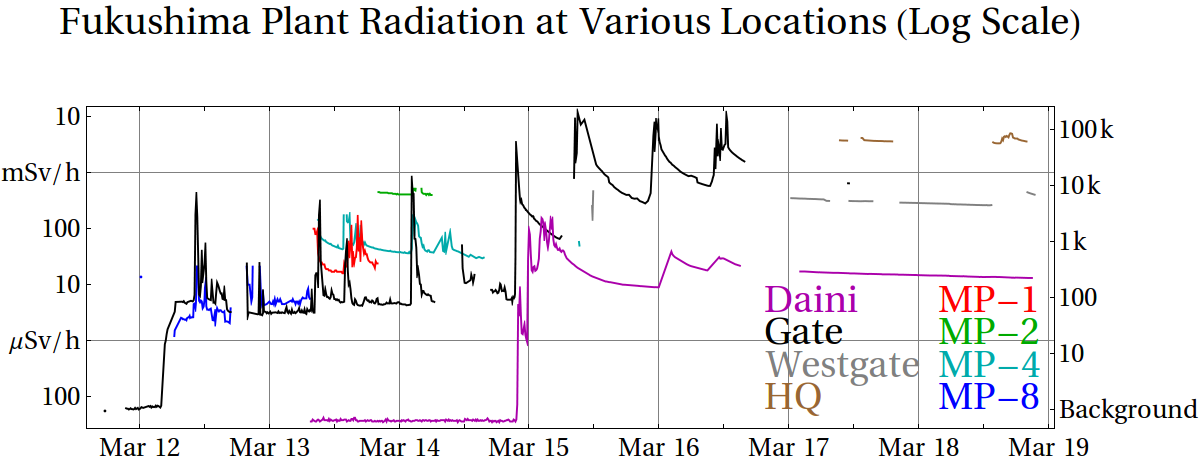
福島第一核電廠內一些測點的輻射劑量率。

福岛第一核电站事故的輻射影響是福島第一核電廠發生核洩漏之後，所造成的一系列輻射影響。 屬於福島第一核電廠事故事件的後續之一。

## 輻射塵飄散

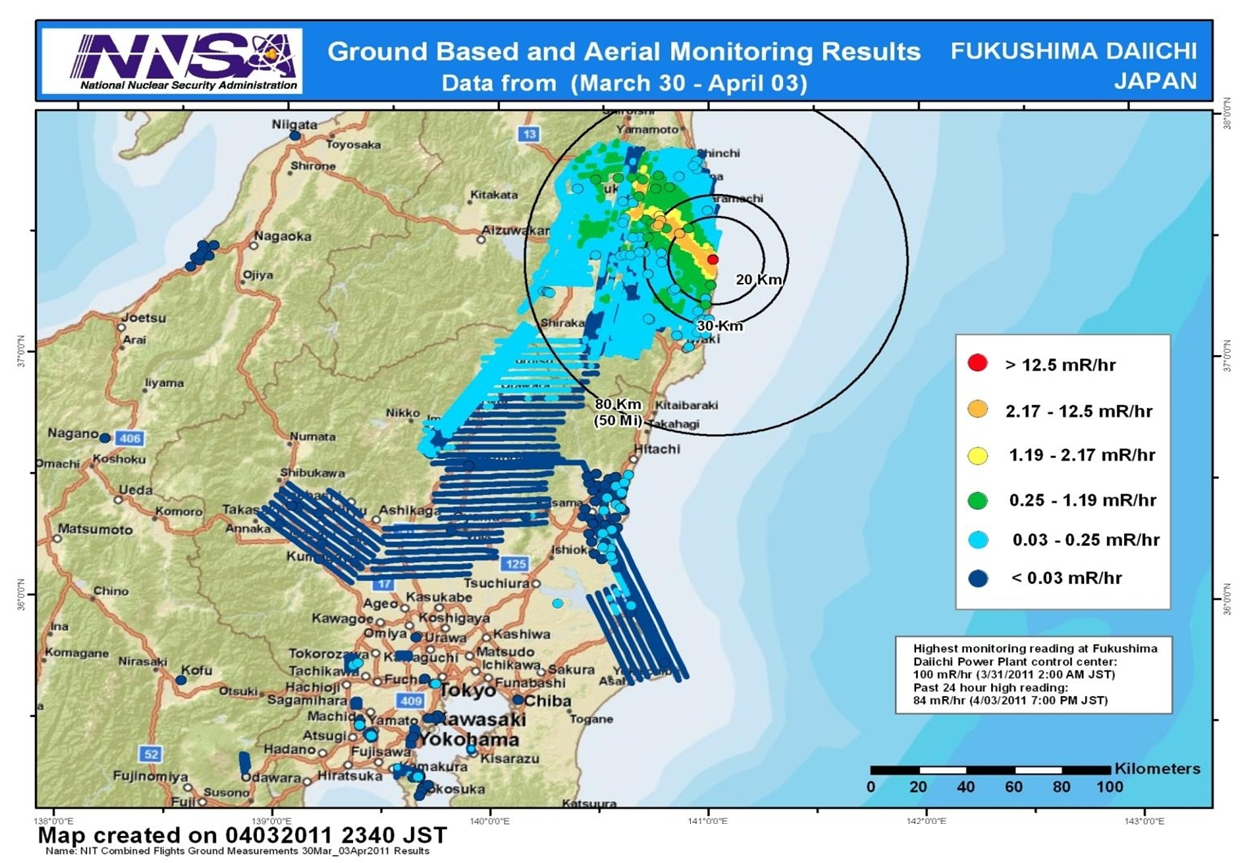
核電廠周圍輻射汙染區域圖（3月30日-4月3日）。

- 中國大陸：福島核事故輻射扩散至全中國，3月底，國家核事故應急協調委員會公佈先後在東北、華東、華南和西部大部地區空氣中監測到人工放射性核素碘-131。新華社引述國家核事故應急協調委員會稱，由於放射量少於岩石、土壤、建築物、食物、太陽等自然輻射源形成的天然本底輻射量的十萬分之一，相當於乘搭航機飛行2000公里所受宇宙射線照射量的千分之一，是相當少的量，不會影響環境和公眾健康。[1][2]
- 香港：3月26日，香港天文台首度在境內檢測到微量碘-131輻射，當局表示輻射塵可能隨大氣環流繞地球一周後到達香港，但輻射量已被大幅稀釋，人類大約要吸入200年才等於照一張X光片所吸收的輻射。4月1日，香港錄得的碘-131輻射量比26日上升了12倍，約每立方米828微貝可，其後當局在香港空氣樣本中首度驗出銫-137，[3][4]但仍屬極低水平。[5][6]
- 台灣：4月1日，中華民國行政院原子能委員會發佈消息指出，於3月22日至28日在台灣南部及北部連續收集到的空氣樣本中，驗出微量的碘-131，約當每年呼吸暴露劑量0.01微西弗，對人體無危害。[7]
- 北美、北歐多國：先後測得微量輻射，但濃度十分低。其中美國東西岸多座城市雨水中更含放射性碘-131。[2]而在加利福尼亚地区还检测到略微高于平常值的放射性硫，但不太可能损害人类健康[8] 。在加利福尼亚的的放射性铯-134和铯-137水平稍高，可能是随蓝鳍金枪鱼的迁徙带来[9] 。

## 週邊環境汙染

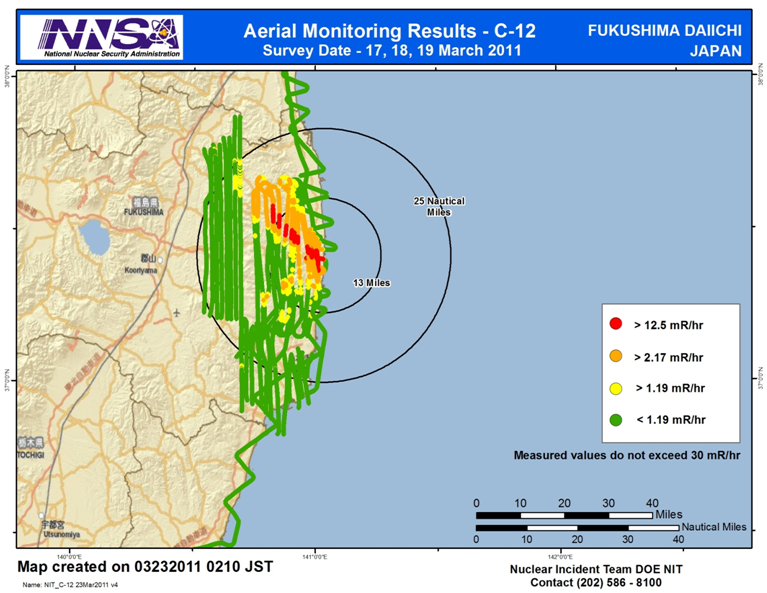
DOE與NNSA於3月17日-19日從空中檢測得到的核電廠周圍輻射汙染結果。輻射雲很明顯地往西北方向瀰散。來源：
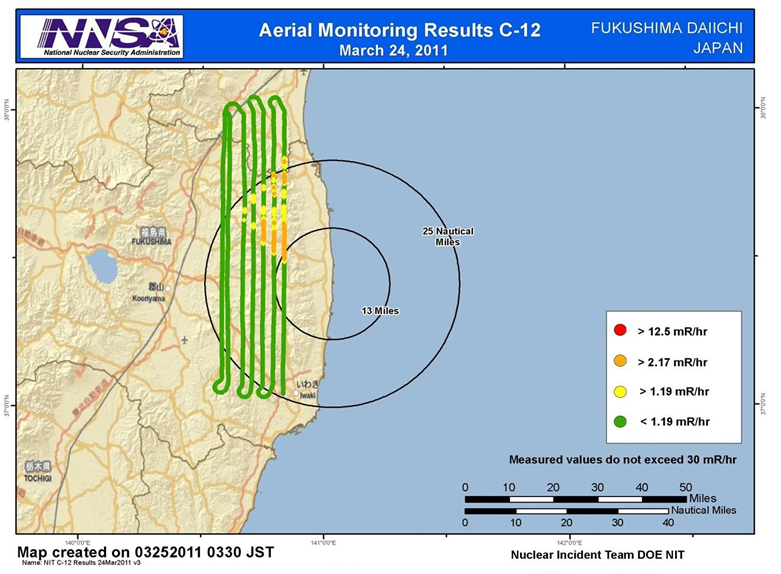
3月24日得到的檢測結果。
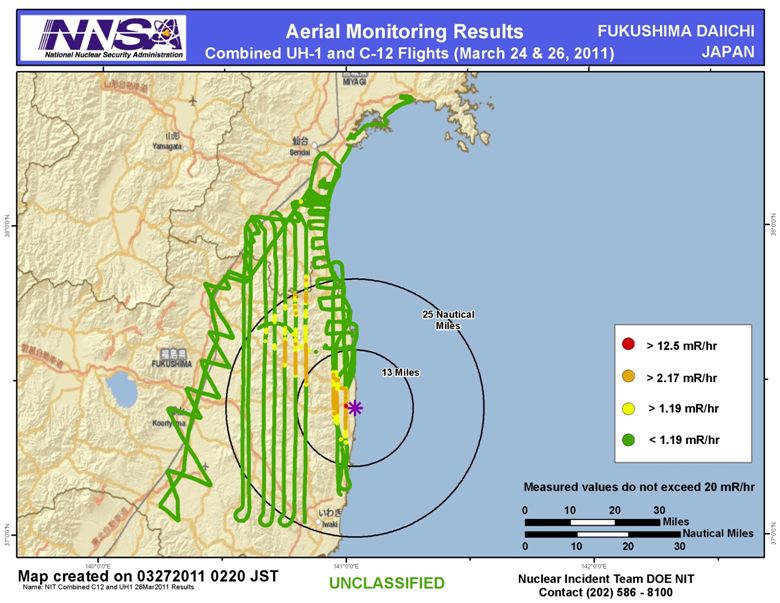
3月24日與26日得到的檢測結果。
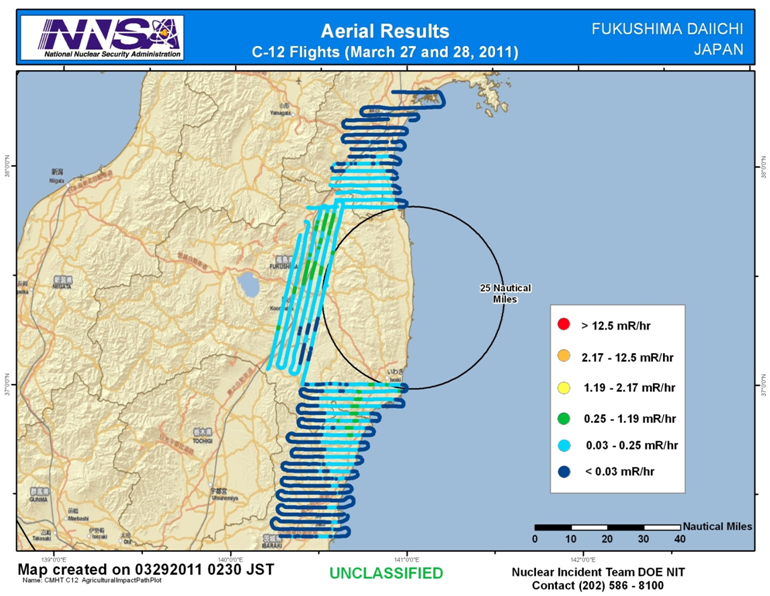
3月27日與28日，在24英里外，較廣範圍得到的檢測結果。
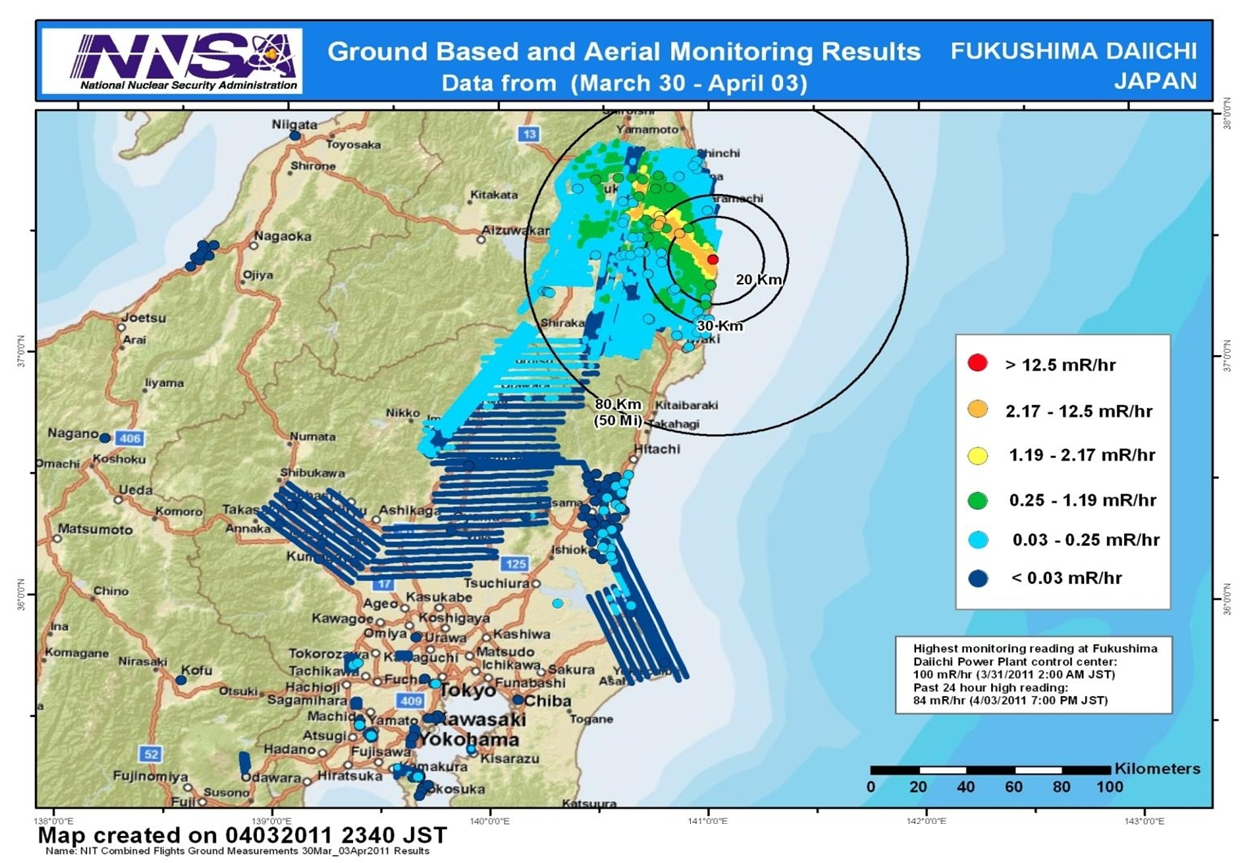
從3月30日至4月3日得到的綜合檢測結果。

- 3月29日：在發電廠腹地內採檢，發現微量的鈽。因此日本文部科學省下令發電廠週邊20公里範圍內，加強對於鈽含量的檢測。[10]

- 東京電力公司於4月初將日本福島第一核電廠內含低濃度輻射、共計1.15萬噸廢水往海中排放，這些廢水的放射性物質濃度約是法定標準的100倍。可能導致整個東日本的海洋生態浩劫及海產受到汙染而無法食用或進口。

- 根據日本原子力安全保安院在同年4月和6月發表的調查報告估計, 福島第一核電廠1至3號反應爐在這次的事故中釋放出的放射性物質有：銫137約15PBq和碘131約160PBq。(1PBq為1015貝克勒)  （页面存档备份，存于）

- 東京電力公司在2012年5月發表的試算結果顯示, 福島第一核電廠事故中釋放出的放射性物質銫137和碘131總和量為900PBq, 是車諾比核電廠事故的17%。
- 福岛县、茨城县、东京都等地的酢浆灰蝶发生遗传异常，死亡率比其他地区高，雄蝶翅膀的尺寸变小[11] 。

## 2020年3月
- 完全解除兩個較外圍管制區"避難指示解除準備區域"與"居住限制區域"的管制，管制區剩下年輻射量超過50毫西佛的"歸還困難區域"面積約3百多平方公里。[12]

## 食品污染

### 2011年
- 3月23日：茨城縣的牛奶及蕃芫茜，以及福島縣十一種蔬菜，被驗出輻射都超出安全水平，首相菅直人呼籲民眾，暫停進食福島葉菜，又要求茨城縣暫停輸出牛奶及蕃芫茜。
- 7月18日： 日本超市所售賣的菠菜、茶葉、牛奶和魚類都被驗出輻射超出安全水平。[13]
- 8月21日： 日本茨城縣鉾田市的糙米被驗出含放射性物質銫。[14]
- 12月6日： 日本明治乳業嬰兒奶粉同樣被驗出含放射性物質銫。[15]
- 福島第一核電廠事故發生後，日本東北的農產品和海鮮嚴重滯銷，東北甚至是關東地區的日本民眾現在紛紛只敢吃來自沖繩、九州、北海道和關西地區所生產的農產品及海鮮，有些甚至只買從韓國、中國或是歐美進口的農產品和一切民生必須品。[來源請求]多国禁止进口福岛及其周边地区生产的食品及农副产品。

### 後續
2020年2月，福島縣海域海產品上市限制全面解除。2021年4月19日，福島縣海域的黑鮋因放射性物質超標，被禁止上市。2022年2月8日，台灣解禁將近11年的日本福島等5縣食品進口管制。

## 外交風波
日本政府於2021年4月宣布將日本福島第一核電廠內含低濃度輻射，共計1.15萬噸核廢水在两年后排放至太平洋，由於事先未知會周遭國家進而引起中華人民共和國、韓國和俄羅斯對於日本政府的處理態度心生不滿。

## 全球核能復興受阻
此事故顯示「有圍阻體而且使用低濃度燃料的核電廠很安全」的宣傳是錯誤的、或需要更高成本的安全設施才能成立；原本全球趨勢是以核能復興來因應全球暖化及燃料價格高漲，直至再生能源有經濟競爭力，但此事故很可能會大幅降低核電的競爭力、讓核工業又陷入不景氣。

## 搶購防輻射物資
- 在中國大陸及港澳，市民誤以為食鹽內的碘成分，可幫助降低輻射。[20]( 事實上是要在3個條件下才成立: 1. 輻射源是碘的放射物 2. 食鹽有特別加入碘或自身有碘 3.依碘在食鹽中的份量可大量食下食鹽。而情況是1. 碘作為放射物佔太少部份(約少於5%) 2. 如是海鹽才有些少碘的成份，普通食鹽一點碘的成份都沒有 3. 依碘的份量，要進食約以公斤計的含碘成份食鹽才相等一普通碘片。[來源請求])，於3月17日早上出現「盲目搶購食鹽」現象，多個城市零售店鋪出現食鹽沽清的情況。香港食物及衞生局局長周一嶽在當晚表示，这是有投機者散播謠言。并且強調服用過量食鹽會影響健康，呼籲毋須就核輻射杞人憂天[20]。而中國發改委發出緊急通知，要求各地立即展開市場檢查，打擊造謠惑眾、哄抬食鹽價格等違法行為[21]。

- 搶鹽事件也在南韓上演。

- 由于美国核管理委员会在日本核电站出事后称核辐射水平“极高”，并且美国公共卫生署署长雷吉娜·本杰明在视察加利福尼亚一所医院时强调“怎么准备也不过分”，美国西部地区大量居民抢购防毒面具、碘化钾药片、盖格计数器等产品。并且出现了以25到46倍价格兜售碘化钾药片的情况。芬兰民众也纷纷抢购碘化钾药片。[22]

- 俄罗斯库页岛居民大量购买碘酒和含碘制剂，红酒也被抢购一空。[23]

## 註腳
1. ↑  . 明報. 2011-03-30 （中文（香港））.
2. 1 2  . 太陽報. 2011-03-30  [2011-04-06]. （原始内容存档于2020-06-13） （中文（香港））.
3. ↑  . 星島日報 via Yahoo!新聞. 2011-04-14  [2011-04-16] （中文（香港））.[永久]
4. ↑  . 台灣中央通訊社. 2011-04-10  [2011-10-24]. （原始内容存档于2019-06-29） （中文（臺灣））.
5. ↑  . 星島日報. 2011-03-29 （中文（香港））.
6. ↑  . 太陽報. 2011-04-01  [2011-04-02]. （原始内容存档于2020-06-13） （中文（香港））.
7. ↑  . 蘋果動新聞. 2011-04-01  [2011-04-01]. （原始内容存档于2011-04-01） （中文（臺灣））.
8. ↑  Priyadarshi, A.; Dominguez, G., Thiemens, M. H. . Proceedings of the National Academy of Sciences. 2011-08-15. doi:10.1073/pnas.1109449108.
9. ↑  . eurekalert. 2012年5月29日  [2012-05-29]. （原始内容存档于2012-07-05）.
10. ↑  . 每日新聞. 2011-03-29  [2011-04-01]. （原始内容存档于2012-07-16） （日语）.
11. ↑  Hiyama, Atsuki. . Scientific Reports. doi:10.1038/srep00570. author-name-list parameters只需其一 (帮助)
12. ↑  日本經濟產業省原子力被災者支援（避難指示関係） （页面存档备份，存于）&時事通信社歸還困難區域 （页面存档备份，存于）
13. ↑  .   [2011-07-23]. （原始内容存档于2020-06-13）.
14. ↑  輻射污染茨城縣糙米
15. ↑  .   [2011-12-07]. （原始内容存档于2012-03-13）.
16. ↑  .   [2021-04-20]. （原始内容存档于2021-04-20）.
17. ↑  .   [2022-02-08]. （原始内容存档于2022-02-25）.
18. ↑  .   [2011-04-21]. （原始内容存档于2011-09-07）.
19. ↑  .   [2011-04-06]. （原始内容存档于2015-09-23）.
20. 1 2  . 政府新聞網. 2011-03-17  [2011-04-06]. （原始内容存档于2016-09-20）. 局長周一嶽今日（三月十七日）在立法會大樓會見新聞界的談話　… 有人以為食鹽含碘成分，可幫助減低輻　… 我們不應受這類流言影響，亦不應受投機分子（影響）或散播流言，希望從中取利…我也勸大家別進食太多鹽　…　 會令其腎功能更加惡化
《食物及衞生局局長談防範輻射 （页面存档备份，存于）》(香港政府新聞公報，2011年3月17日)
21. ↑  . 发展改革委网站. 中央政府门户网站. 2011-03-17  [2017-12-17]. （原始内容存档于2019-06-16）. 3月17日，国家发展改革委发出紧急通知要求各地立即开展市场检查，坚决打击造谣惑众、恶意囤积、哄抬价格、扰乱市场等不法行为
22. ↑  《美国民众疯狂抢购碘片 官员称怎么准备也不为过 （页面存档备份，存于）》(中国日报，2011年3月18日)
23. ↑  《http://world.people.com.cn/GB/14181068.html （页面存档备份，存于） 安全之岛——18日普京飞赴萨哈林，证实辐射值处于正常水平]》(消息报，2011年3月18日)